# Biserica de lemn din Bătrâna

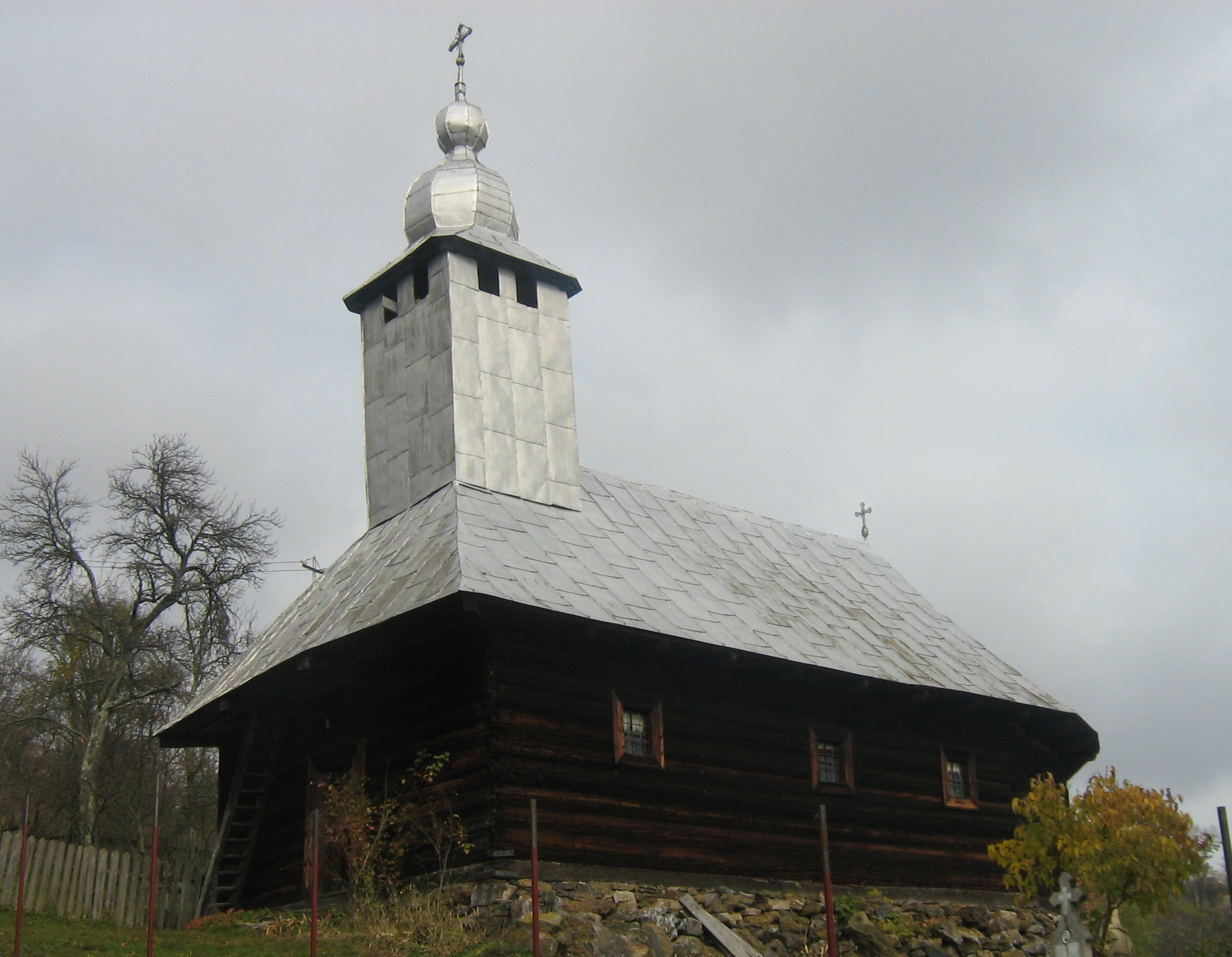
Biserica de lemn „Cuvioasa Paraschiva” din satul Bătrâna, comuna Bătrâna, județul Hunedoara, foto: octombrie 2008.

Biserica de lemn din satul Bătrâna, comuna Bătrâna, județul Hunedoara a fost ridicată în anul 1780. Are hramul „Cuvioasa Paraschiva”. În ciuda vechimii sale și a măiestriei lucrului în lemn biserica nu se află pe noua listă a monumentelor istorice.

## Istoric și trăsături
În comuna Bătrâna doar centrul comunal este păstrătorul unei biserici, din lemn, cătunele Fața Roșie, Piatra și Răchițaua nedeținând lăcașuri de cult. Ridicată în 1780 (după un deceniu a fost comandat clopotul său mic), biserica, închinată „Cuvioasei Parascheva", este menționată de conscripțiile anilor 1805 și 1829-1831. Edificiul se compune dintr-un altar heptagonal ușor decroșat, un naos dreptunghiular spațios, ambele boltite, și un pronaos tăvănit, suprapus de un turn-clopotniță robust, cu un coif de factură barocă. Dacă reparației capitale din anul 1818 i se datorează înlocuirea tălpilor de brad cu altele noi, de stejar, restaurării din 1971 îi corespunde înlocuirea învelitorii de șiță cu cea actuală, inestetică, din tablă; în 2007, bârnele au fost consolidate, lăcașul fiind înzestrat cu un nou clopot. Pictura tâmplei atestă, indirect, existența unui ansamblu iconografic complet, executat, probabil, de „popa" Ioan Zugravul din Deva.
Din zestrea lăcașului face parte o bogată colecție de icoane pe sticlă; două dintre acestea, cu reprezentările „Sfintei Treimi" și ale „Cuvioasei Parascheva", se află în colecția de artă a Protopopiatului Ortodox Orăștie. Înaintașa edificiului actual figurează atât în tabelele recensămintelor ecleziastice din 1750 și 1761-1762, cât și pe harta iosefină a Transilvaniei (1769-1773); este vorba de ctitoria medievală din vatra veche a satului, din locul numit „La Burineasa".